# Chercássi
Chercássi ou Tchercássi (em ucraniano:  Черкаси, em polonês/polaco:  Czerkasy, em russo:  Черкассы, em alemão:  Tscherkassy) é uma cidade de cerca de 274.762 (2020), no centro da Ucrânia. Capital do Oblast de Chercássi, bem como o centro administrativo para o envolvente raion (distrito) de Chercássi. A cidade em si é uma região administrativa separada (raions) em Chercássi.
A cidade está situada nas margens do Krementjuk barragem no rio Dniepre cerca de 160 km a sudeste da capital ucraniana, Quieve. A linha ferroviária entre Moscou e Odessa passa pelo Chercássi passar esta rio Dniepre em um 12 km de comprimento combinado ferroviário e rodoviário ponte represa.

## História

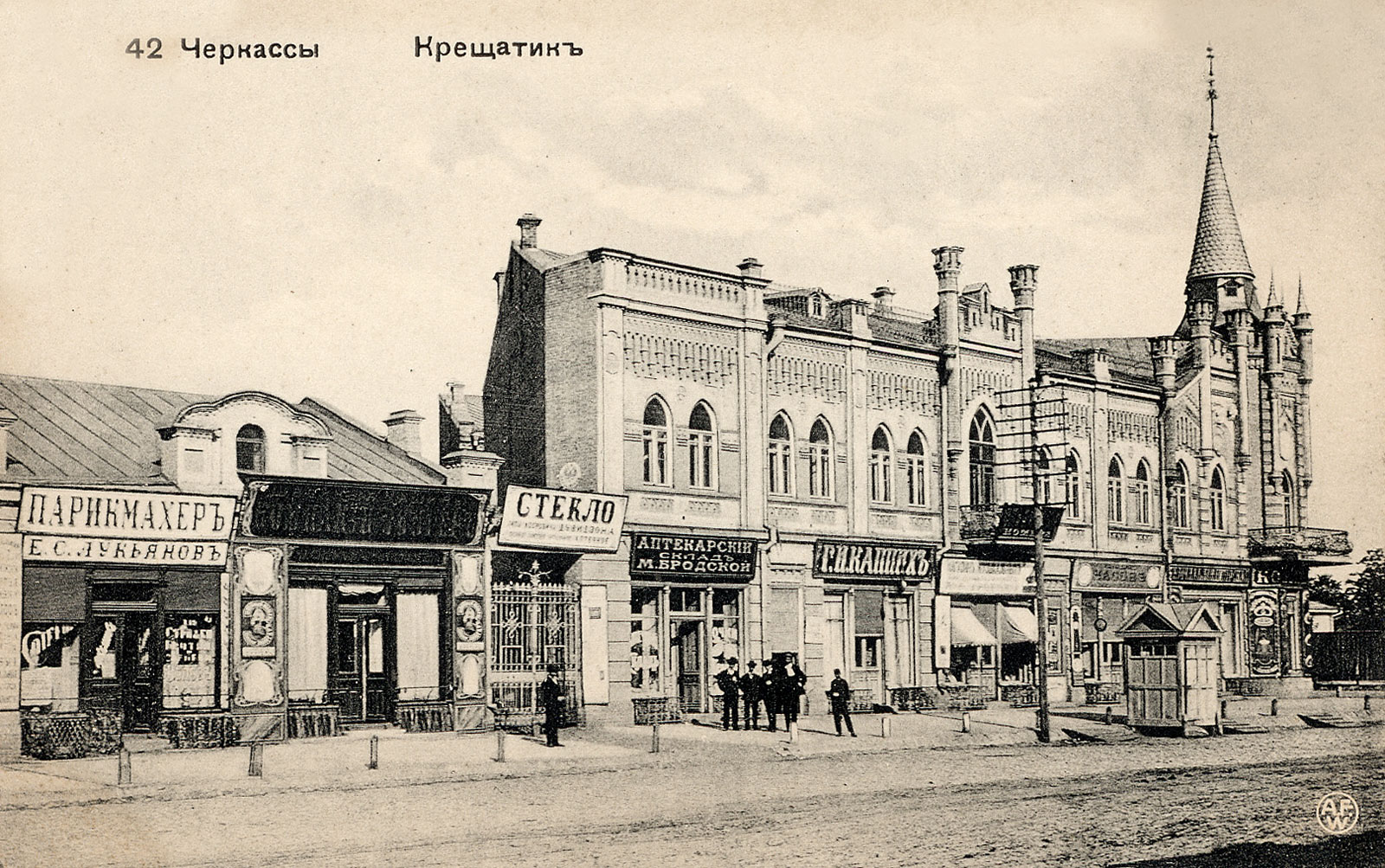
A cidade por volta de 1910

A cidade foi provavelmente fundada no século XIII. A partir do século XIV, parte da Lituânia, a partir de 1569 na Polônia (sob o nome de Czerkasy). Foi a cidade real do Reino da Polônia, que pertenceu administrativamente à Voivodia de Quieve. Capturado pela Império Russo na segunda partilha da Polônia em 1793. De 1922, uma parte da União Soviética, de 1941 a 1943, sob ocupação alemã. Parte da Ucrânia desde 1991.

## Demografia
- 1897 - 29.600 habitantes
- 1910 - 39.600 habitantes
- 1926 - 39.500 habitantes
- 1939 - 51.600 habitantes
- 1959 - 85.000 habitantes
- 1970 - 158.000 habitantes
- 1977 - 229.000 habitantes
- 1984 - 267.000 habitantes
- 2005 - 293.000 habitantes

Censo de 1926:
- Ucranianos - 61,9%
- Judeu - 27,6%
- Russos - 8,6%

Censo de 1959:
- Ucranianos - 70%
- Russos - 22%
- Judeu - 6%

Censo de 2001:
- Ucranianos - 83,4%
- Russos - 13,1%
- Judeu - 0.5%